# Pallid Crest
Der Pallid Crest (englisch für Blasser Gebirgsrücken) ist ein solitärer und vereister Gebirgszug im Südosten der Thurston-Insel vor der Eights-Küste des westantarktischen Ellsworthlands. Er ragt weithin sichtbar 3 km westlich der Basis der Tierney-Halbinsel auf.
Das Advisory Committee on Antarctic Names verlieh der Formation im Jahr 2003 ihren deskriptiven Namen.